# Picramnia dolichobotrya
Picramnia dolichobotrya är en tvåhjärtbladig växtart som beskrevs av Friedrich Ludwig Diels. Picramnia dolichobotrya ingår i släktet Picramnia och familjen Picramniaceae. Inga underarter finns listade.